# Knür
Knür és un grup català de crust punk format a Molins de Rei el 2014 després de la dissolució de Displague dos anys abans.

## Discografia

### Àlbums d'estudi
- Knür (2016)
- Split (compartit amb Opa Hostil, 2017)
- A.K.A.B. (compartit amb Addenda, Ansïa i Butrön, 2018)[4][5]
- Sapere aude (2019)[6]
- Metanoia (2023)[7]